# Rivière Niagarette
La rivière Niagarette est un affluent de la rivière Sainte-Anne qui coule dans les municipalités de Saint-Ubalde, Saint-Thuribe et Saint-Casimir, dans la municipalité régionale de comté (MRC) de Portneuf, dans la région administrative de la Capitale-Nationale, au Québec, au Canada.
Le premier segment d'environ 5 km du cours de la rivière Niagarette est de zone forestière ; le reste de son parcours coule en milieu agricole, tout en passant au sud du village de Saint-Casimir en fin de parcours.
La surface de la rivière Niagarette (sauf les zones de rapides) est généralement gelée de début décembre à fin mars, mais la circulation sécuritaire sur la glace se fait généralement de fin décembre à début mars.

## Géographie
Le bassin versant de la rivière Niagarette couvre une superficie de 53,85 km2.
La rivière Niagarette prend sa source d'un petit lac non identifié (altitude de 138 m), situé en zone forestière dans la partie est de la municipalité de Saint-Ubalde. Ce lac est situé à près de 5 km à l'est du centre du village de Saint-Ubalde et à 10 km au nord-ouest de la confluence de la rivière Niagarette et de la rivière Sainte-Anne.
À partir de sa source, le cours de la rivière Niagarette coule sur environ 20 km avec une dénivellation de 108 m. Elle reçoit les eaux de son principal affluent, la Petite rivière Niagarette, à près de 2 km de son embouchure. La pente moyenne de la rivière Niagarette est de 6,6 m/km. Outre les cinq premiers kilomètres à l'amont qui ont une pente de 1,42 %, la pente du reste de la rivière est faible avec 3,8 m/km.
À partir de sa source, le cours de la rivière Niagarette coule selon les segments suivants :
- vers l'ouest ;
- vers l'est jusqu'à la limite de la zone forestière ;
- vers le sud-est jusqu'à la confluence de la rivière du Rang Saint-David venant de l'ouest ;
- vers le sud-est en serpentant en zone agricole jusqu'au chemin du 3e rang de Saint-Thuribe ;
- vers le sud-est en serpentant en zone agricole jusqu'au pont du chemin de fer ;
- vers le sud-est en serpentant en zone agricole et en coupant la route 363 jusqu'à la confluence de la Petite rivière Niagarette venant de l'ouest ;
- vers l'est en formant quelques boucles en passant au sud du village de Saint-Casimir, jusqu'à son embouchure[5].

Après avoir coupé la route 354 qui longe la rive nord-ouest de la rivière Sainte-Anne, la rivière Niagarette se déverse sur la rive ouest de cette dernière au sud du pont du village de Saint-Casimir. De là, le courant descend sur près d'un 1 km vers le sud en suivant le cours de la rivière Sainte-Anne  jusqu'à la rive gauche du fleuve Saint-Laurent
L'agriculture couvre 60% du bassin de la rivière. Il s'agit du sous-bassin de la rivière Sainte-Anne  dont l'utilisation du sol est le plus agricole.

## Faune
Espèces de poissons présentes dans la rivière Niagarette, :
Dard barré - Épinoche à cinq épines - Lamproie de l'Est - Méné à museau arrondi - Méné à nageoires rouges - Méné bec-de-lièvre - Méné paille - Meunier noir - Mulet à cornes - Mulet perlé - Naseux des rapides - Omisco - Raseux-de-terre noir

## Histoire
Deux inondations majeures ont été rapportées dans l'histoire de la rivière Niagarette, soient en 1939 et en 1973. Le 10 août 1939, l'érosion des berges de la rivière Niagarette avait endommagée les murets de ciments et l'enrochement des berges près des immeubles au sud du village de Saint-Casimir. La crue subite du 10 août 1973 a endommagé la route 363 et a emporté les résidences des familles de Réjean Lépine et de Rolland Duchesneau, situées près du cours de la rivière ainsi qu'une partie de leur terrain respectif. Les maisons de MM. Victorin Naud et Lévis Tessier ont aussi été endommagées.
Le 29 octobre 1986, la Gazette officielle du Québec publiait le décret 1512-86 sur la requête de la municipalité de Saint-Casimir pour la reconstruction d'un barrage pour fins d'aqueduc sur le lit de la rivière Niagarette.
En 1998, la municipalité de Saint-Casimir avait un projet de détournement de la rivière Niagarette en lui donnant un parcours plus rectiligne afin de régler ses problèmes d'inondation. La rivière Niagarette comportait alors un méandre de plus de 200 mètres de long, propice à la formation d'embâcles lors de la fonte des neiges.

## Toponymie
La graphie du toponyme prenait à l'occasion la forme rivière Niagarette remontant à la fin du XIXe siècle et peut-être même auparavant. Ce toponyme pourrait s'expliquer comme étant un diminutif des célèbres chutes Niagara. Le terme iroquois niagara signifie résonner, faire du bruit.
Le toponyme rivière Niagarette a été officialisé le 17 août 1978 à la Banque des noms de lieux de la Commission de toponymie du Québec.

## Photos
Rivière Niagarette à Saint-Casimir

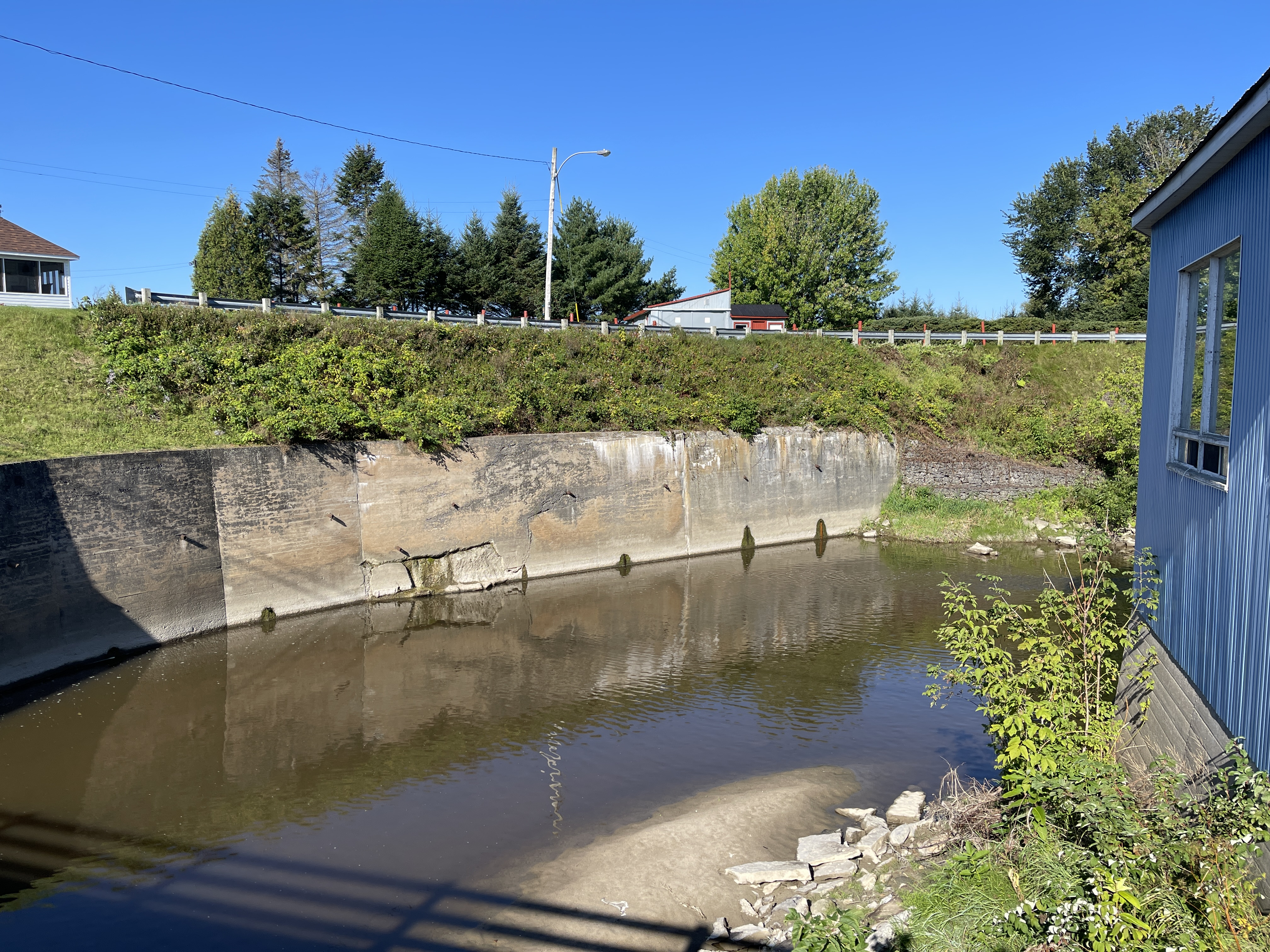
Rue Tessier (Route 354 Québec) du pont P-16132
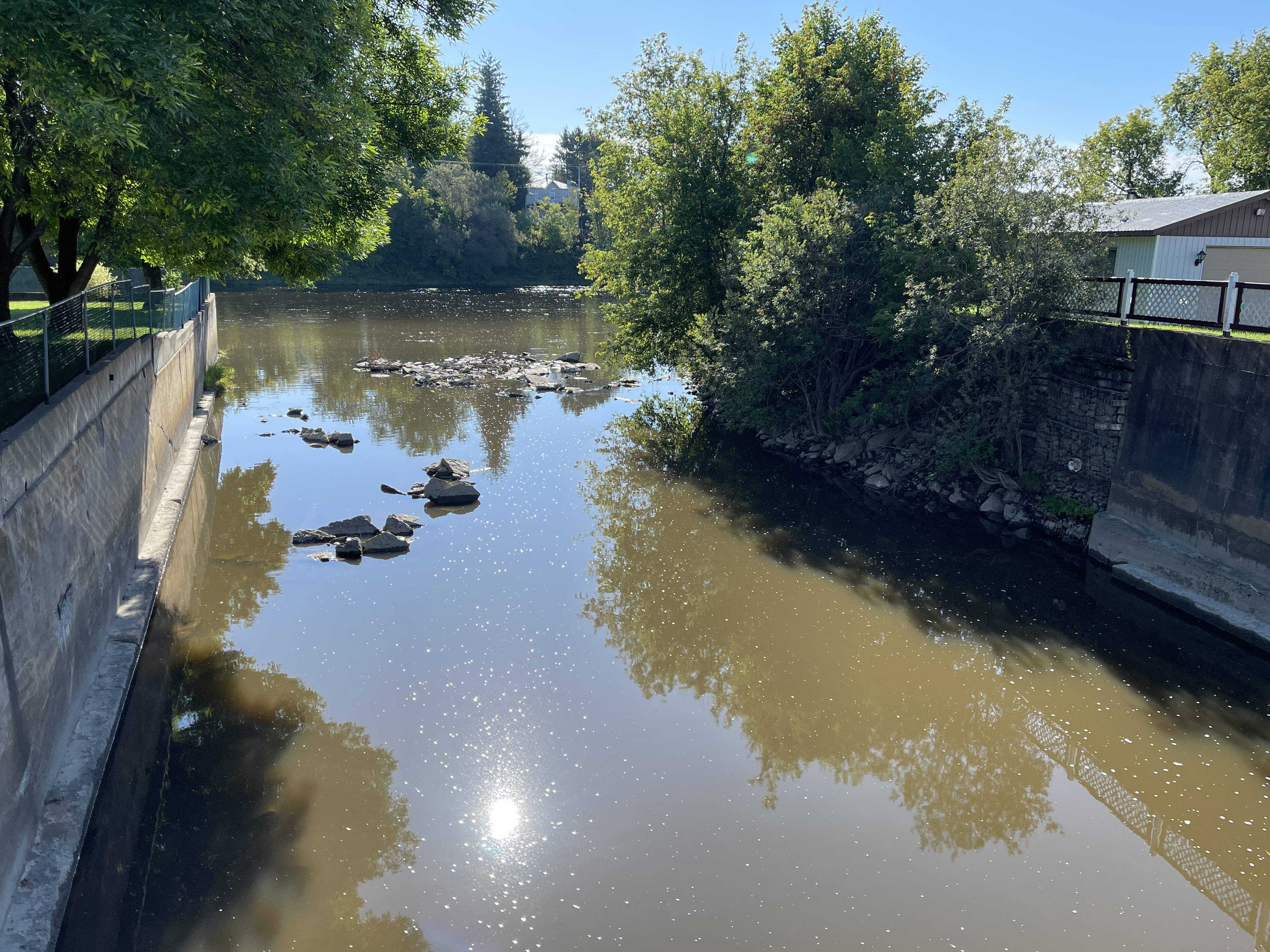
Rue Tessier (Quebec Route 354), rivière Sainte-Anne à l'embouchure de la rivière Niagarette P-16132
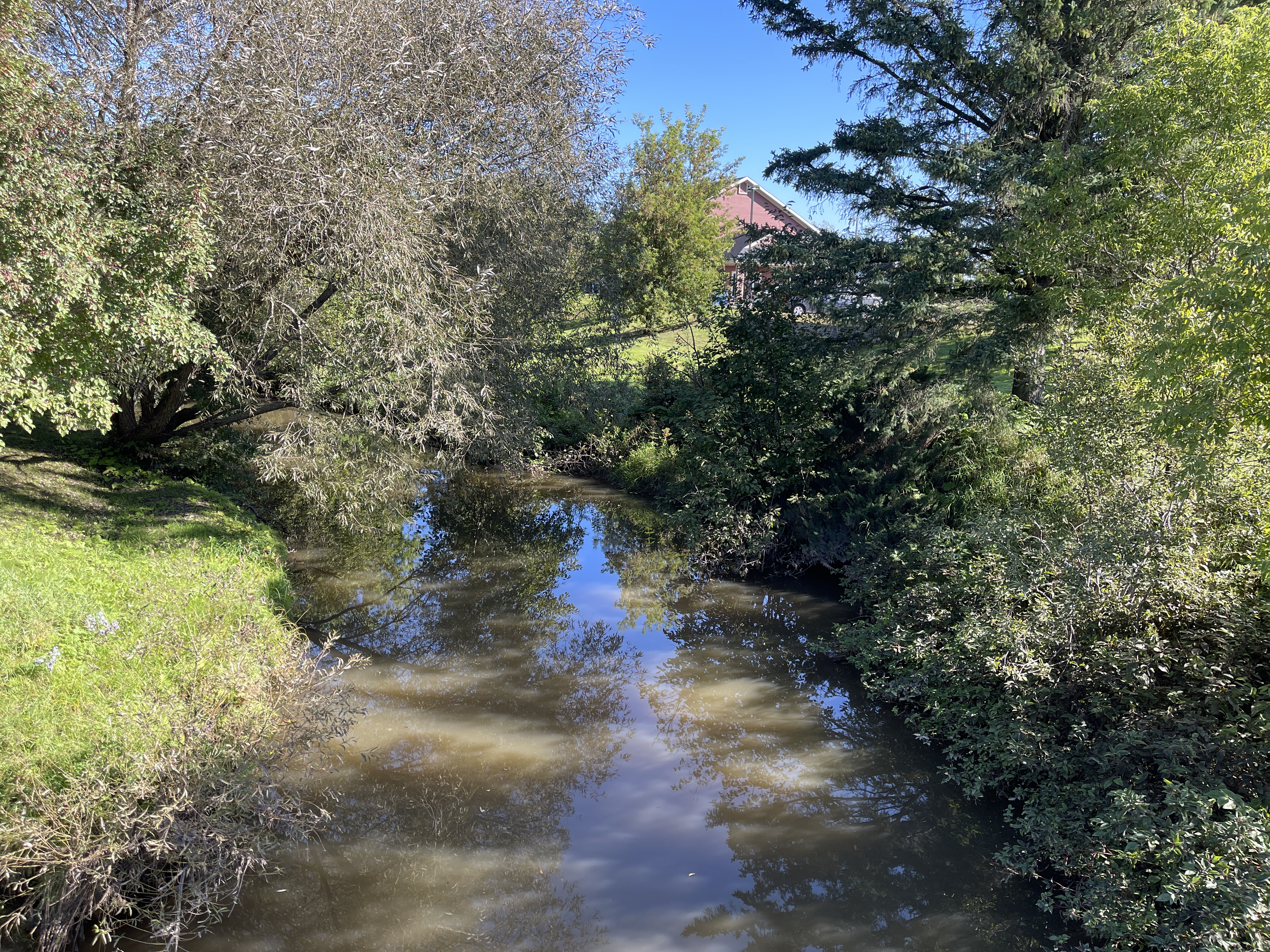
Boulevard de la Montagne (Route 363 Québec)
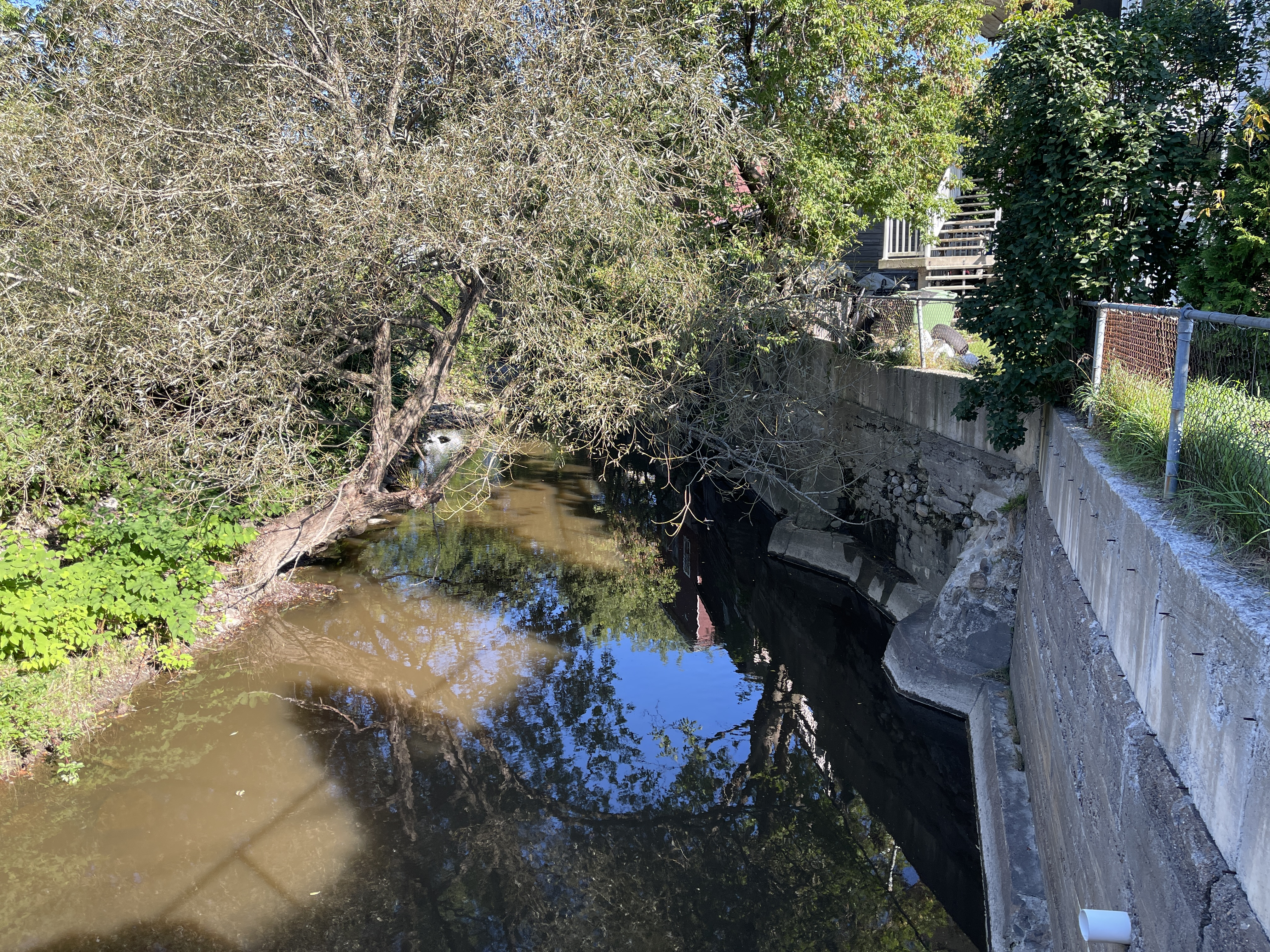
Rue Godin, du pont P-06074